# Sockenbudstyg

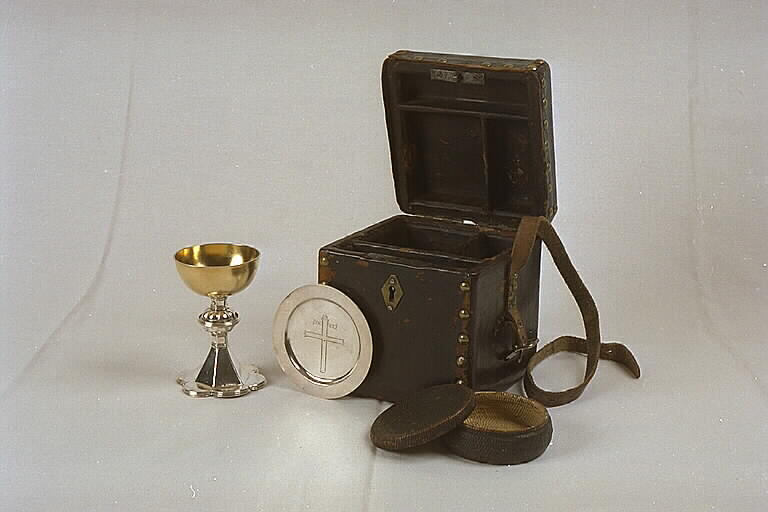
Sockenbudstyg från Nederluleå kyrka.

Sockenbudstyg är ett schatull med transportabla nattvardskärl som en präst tar med sig till exempel vid sjukbesök eller själavårdande samtal för att kunna dela ut nattvarden.
Sockenbudstygen eller socknetygen innehåller en nattvardskalk, en patén och en oblatask av små dimensioner, samt en liten flaska vin i ett läderfodral, som inte är större än att det kan bäras i en liten väska eller kanske till och med i fickan.
Sådana kommunionsbesök kallas sockenbud.